# László Beleznai
László Beleznai (né le 16 novembre 1891 à Budapest et mort le 23 mars 1953 dans cette même ville) est un nageur et poloïste et dirigeant fédéral hongrois. Il a participé aux Jeux olympiques de 1912 à Stockholm en natation et water-polo.

## Biographie
Il nage et joue au water-polo pour le club de Műegyetemi AFC (Budapest) de 1905 à 1924.
En 1910 puis en 1912, il devient champion d'Autriche-Hongrie sur les 100 mètres et 200 mètres nage libre. Il est sélectionné en natation et en water-polo pour les Jeux olympiques de 1912. Il réalise le 10e temps (1 min 8 s) des séries sur le 100 mètres nage libre et se qualifie pour le deuxième tour mais il déclare forfait. De même, alors que le relais hongrois du 4X200 mètres nage libre se qualifie pour la finale, il n'y participe pas. En water-polo, l'équipe hongroise est éliminée au premier tour par l'équipe autrichienne.
En 1918, il entre à la direction de la Fédération hongroise de natation et y participe à la formation des arbitres de water-polo. Il devient entraîneur de l'équipe nationale de water-polo pour les Jeux olympiques d'été de 1924 à Paris. Il dirige ensuite (1925-1926 et 1934-1936) la section water-polo de la fédération hongroise dont il assure la vice-présidence (1929-1930 et 1947-1948). De 1929 à 1947, il représente son pays à la section water-polo de la FINA. 